# Orkhon-indskrifterne
Orkhon-inskriptionerne (også kendt som Orhon-inskriptionerne, Orhun-inskriptionerne, Khöshöö Tsaidam-monumenter (også stavet Khoshoo Tsaidam, Koshu-Tsaidam eller Höshöö Caidam ), eller Kul Tigin-stelerne er to mindeinstallationer opført af Göktürks. De er skrevet i det gamle tyrkiske alfabet i begyndelsen af det 8. århundrede i Orkhon-dalen i det nuværende Mongoliet . De blev rejst til ære for to tyrkiske fyrster, Kul Tigin og hans bror Bilge Khagan .
Inskriptionerne, der både er på kinesisk og gammeltyrkisk, fortæller om tyrkernes legendariske oprindelse, deres histories gyldne tidsalder, deres underkastelse af Tang-dynastiet og deres befrielse af Ilterish Qaghan.

## Opdagelse og oversættelse
Inskriptionerne blev opdaget af Nikolay Yadrintsevs ekspedition i 1889 og blev udgivet af Vasily Radlov . Originalteksten var skrevet med det gammeltyrkiske alfabet og blev dechifreret af den danske filolog Vilhelm Thomsen i 1893. Vilhelm Thomsen udgav første gang oversættelsen på fransk i 1899. Han udgav derefter en anden fortolkning på dansk i 1922 med en mere fuldstændig oversættelse.

### Område
Orkhon-dalen er en region ved den vestlige Orkhon-flod i det moderne Mongoliet, nær Ögii-søen. Mere specifikt står de omkring firs kilometer nord for Erdene Zuu-klosteret og omkring fyrre kilometer nordvest for Ordu-Baliq.

### Betydning
Før Orkhon-indskrifterne blev tydet af Vilhelm Thomsen, vidste man meget lidt om tyrkisk skrift . Skrifterne er den ældste form for et tyrkisk sprog, der er bevaret. Da Orkhon-inskriptionerne først blev opdaget, var det tydeligt, at de var en runetype, der også var blevet opdaget andre steder, men disse versioner havde også en klar form, der ligner et alfabet. Da Vilhelm Thomsen dechifrerede oversættelsen, var det et stort fremskridt i forståelsen af gammel tyrkisk skrift. Inskriptionerne dannede derefter et vigtigt grundlag for oversættelse af andre tyrkiske skrifter.
Skrifterne følger en alfabetisk form, men ser også ud til at have stærk indflydelse af runeudskæringer. Inskriptionerne er et godt eksempel på tidlige tegn på det nomadiske samfunds overgange fra brug af runer til et ensartet alfabet, og Orkhon-alfabetet menes at være afledt af eller inspireret af en ikke-kursiv udgave af den sogdiske skrift. 

## Restaurering
Begge inskriptioner er en del af Orkhon Valley Cultural Landscape UNESCO World Heritage Site i Mongoliet. TIKA ( Tyrkisk Internationalt Samarbejde og Udviklingsagentur ) viste interesse for stedet i slutningen af det 20. århundrede. Siden 2000 har over 70 arkæologer fra hele verden (specifikt fra Uighur, Turkmenistan, Aserbajdsjan, Usbekistan, Tataristan og Tyrkiet) studeret området og udført udgravninger. Stedet er nu beskyttet af hegn med bygninger til forskningsarbejde og opbevaring af artefakter. De samlede omkostninger ved projektet var omkring 20 millioner dollars og omfattede bygningen af et museum til at huse inskriptionerne og andre nyligt opdagede artefakter. 

## Historisk kontekst
Orhkon-inskriptionerne blev opført af Göktürks i begyndelsen af det 8. århundrede. De mindes brødrene Bilge Khagan (683-734) og Kul-Tegin (684-731), den ene en politiker og den anden en militærchef. Begge var efterkommere af Ilterish Qaghan fra det Andet Turkic Khaganate, som var et fremtrædende turkisk nomadisk samfund under Tang-dynastiet . 
Göktürkerne har efterladt artefakter og installationer over hele deres område, fra Manchuriet til Sortehavet, men kun i nutidens Mongoliet er der fundet nogen mindesmærker for konger og andre aristokrater. Dem i Khöshöö Tsaidam består af tavler med inskriptioner med kinesiske og gamle tyrkiske tegn. Begge monumenter er stenplader, der oprindeligt er rejst på udskårne stenskildpadder inden for murede indhegninger. Bilge Khagans sten viser en udskåret stenbuk (Göktürk Kagans emblem) og en snoet drage. I begge indhegninger blev der fundet beviser for altre og udskårne afbildninger af menneskepar, muligvis forestillende den respektive æresmedlem og dennes ægtefælle.
De gamle tyrkiske inskriptioner på disse monumenter blev skrevet af Yollug Tigin, som var nevø af Bilge Khagan . Disse inskriptioner er sammen med Tonyukuk-indskriften den ældste eksisterende attestering af det sprog.    Inskriptionerne viser tydeligt regionens hellige betydning, som det fremgår af udtalelsen: "Hvis du bliver i Ötükens land og sender karavaner derfra, får du ingen problemer. Hvis du bliver ved Ötüken-bjergene, vil du leve evigt og dominere stammerne!"

## Indholdet af inskriptionerne
En fuld engelsk oversættelse af inskriptionerne kan findes i The Orkhon Inscriptions: Being a Translation of Professor Vilhelm Thomsens Final Danish Rendering
De to monumenter har selv graveringer på alle fire sider. Noget af scriptet blev dog ikke bevaret eller mangler, og derfor er der kun dele af den originale besked tilbage. Det følgende er et resumé af det mest komplette afsnit af inskriptionerne.
En oversættelse af det første og andet monument synes at indikere, at teksten fortsætter fra den ene side til den anden.
Den første del af de tyrkiske oversættelser ser ud til at være Bilge Khagan, der diskuterer mindehøjtideligheden af tavlen, samt nævner imperiets udstrækning. En passage lyder,
| Citat | "To the East I have made campaigns as far as the Shantung plain, and almost reached the sea; to the South I have made campaigns as far as Tokuz-Ersin and almost reached Tibet; to the West I have made campaigns beyond Yenchii-Iigiiz (Pearl River) as far as Timir-Kapig (The Iron Gate); to the North I have made campaigns as far as the land of the Yer-Bayirku's. To all these lands have I led (the Turks). The forest of Mount Otiikin has no [foreign] overlord; the forest of Mount Otiikin is the place where the kingdom is held together." | Citat |
|       | |       |

Fortsat derfra diskuterer inskriptionerne erobringerne af Bilge Khagan og de kampe, som han og hans folk står over for med kineserne. Inskriptionerne beskriver endda, at tyrkerne blev gjort til slaver af kineserne. Men inskriptionerne fremhæver også Bilge Khagans bedrift med at forene sit folk. Som en passage lyder,
| Citat | "By the will of Heaven, and because I was greatly deserving and it so brought it about, I brought the dying people back to life; for the naked people I found clothing, the poor people I made rich, the scanty people I made numerous. I have made the other, which has a kingdom and a kagan, to stand higher. All the peoples in the four quarters of the world I have brought to keeping the peace and making an end of hostilities; they all have obeyed me, and serve me." | Citat |
|       | |       |

Resten af inskriptionerne er opdelte og sporadiske, men ser ud til at detaljere erobringerne mod kirghizerne og tangut -folkene og også Kul-Tegins død i kamp, og til sidst Bilge Khagans arv efter hans søn. Bilge Khagans mor El Bilga Khatun blev også nævnt i disse inskriptioner. 
Det følgende er et uddrag fra det sidste afsnit af inskriptionerne (på gammeltyrkisk og dansk): 

### Relationer til kinesisk
Inskriptionerne synes at have forskellige syn på Tang kinesisk indflydelse. På den ene side lader det til at rumme den opfattelse, at tyrkerne foragter kineserne. Det ser ud som om Bilge Khagan ønskede at skelne sit folk fra kineserne for at forblive et stærkt selvstændigt samfund. I inskriptionen irettesætter Bilge Khagan de tyrkere, der er blevet påvirket af kinesisk kultur og har antaget en kinesisk livsstil. Som en passage lyder,
| Citat | "Because of want of harmony between the begs and the people, and because of the Chinese people's cunning and craft and its intrigues, and because the younger and the elder brothers chose to take counsel against one another and bring discord between begs and people, they brought the old realm of the Turkic people to dissolution, and brought destruction on its lawful kagans. The sons of the nobles became the bondsmen of the Chinese people, their unsullied daughters became its slaves. The Turkic begs gave up their Turkic names, and bearing the Chinese names of Chinese begs they obeyed the Chinese Emperor, and served him during fifty years. For him they waged war in the East towards the sun's rising, as far as Bokli kagan, in the West they made expeditions as far as Taimirkapig; for the Chinese Emperor they conquered kingdoms and power. The whole of the common Turkic people said thus: 'I have been a nation that had its own kingdom; where is now my kingdom? For whom do I win the kingdoms? said they. I have been a people that had its own kagan; where is my kagan? Which kagan is it I serve?'" | Citat |
|       | |       |

Den påståede slaveri af tyrkerne hjalp heller ikke på kinesernes omdømme. Bilge Khagan ser ud til at give kineserne skylden for splittelsen af hans tyrkiske stat. Denne tyrkiske opfattelse af kineserne ser ud til at være negativ.
Men oversættelsen afslører også en vis grad af diplomati med nabokineserne, som det fremgår af hans udtalelse,
| Citat | "While I have ruled here, I have become reconciled with the Chinese people. The Chinese people, who give in abundance gold, silver, millet, and silk, have always used ingratiating words and have at their disposal enervating riches. While ensnaring them with their ingratiating talk and enervating riches, they have drawn the far-dwelling peoples nearer to themselves. But after settling down near them these we have come to see their cunning." | Citat |
|       | |       |

Bilge Khagan henviser også til ansættelsen af kinesiske kunstnere, når han hævder,
| Citat | "From the Chinese Emperor I have had artists to come, and have set them to work. My request has not been refused. They have sent the Chinese Emperor's court painters. I have bidden them set up a separate hall, and inside and out I have had them to make various paintings. I have had the stone hewn; that which lay in my heart to utter I have. Understand to see this all as far as the suns and subjects of the Ten Arrows. I have had the memorial stone hewn." | Citat |
|       | |       |

For yderligere at komplicere det allerede blandede syn på kineserne, indeholder inskriptionerne både tyrkiske og kinesiske oversættelser. Således indeholder inskriptionen bevis på, at Bilge Khagan havde kulturel interaktion med Tang-dynastiet.

### Citater
1. ↑  "Orkhon/Old Turkic". Omniglot.
2. ↑  "Orkhon inscriptions placed under protection". Hurriyet Daily News.
3. ↑  Golden, Peter B. (2010). Turks and Khazars : origins, institutions, and interactions in pre-Mongol Eurasia. Farnham, England: Ashgate/Variorum. ISBN 978-1-4094-0003-5.
4. ↑  Sinor, Denis (2002). "Old Turkic". History of Civilizations of Central Asia. 4. Paris: UNESCO Publishing. s. 331-333. ISBN 978-0-7007-0869-7.
5. ↑  Tekin, Talat (1997). A Grammar of Orkhon Turkic (Uralic and Altaic). Routledge. ISBN 978-0-7007-0869-7.
6. ↑  Tekin, Talat (1995). Les Inscriptions des L'Orkhon. Istanbul: Simurg. ISBN 978-975-7172-06-2.
7. ↑  Pohl, Walter (15. december 2018). The Avars: A Steppe Empire in Central Europe, 567–822 (engelsk). Cornell University Press. s. 257. ISBN 978-1-5017-2940-9.
8. ↑  Sela, red. (2010). Islamic Central Asia An Anthology of Historical Sources. Indiana University Press. s. 55.
9. ↑  Kemal Silay (1996). An Anthology of Turkish Literature. The University. s. 4. ISBN 978-1-878318-11-4.
10. ↑  Kemal Silay (1996). An Anthology of Turkish Literature. The University. s. 4, 5. ISBN 978-1-878318-11-4.
11. ↑  J. J. Saunders (1. marts 2001). The History of the Mongol Conquests. University of Pennsylvania Press. s. 24–. ISBN 978-0-8122-1766-7.
12. ↑  René Grousset (1953). The Rise and Splendour of the Chinese Empire. University of California Press. s. 130–. ISBN 978-0-520-00525-9.
13. ↑  Julia Lovell (1. december 2007). The Great Wall: China Against the World, 1000 BC - AD 2000. Grove/Atlantic, Incorporated. s. 142–. ISBN 978-1-55584-832-3.
14. ↑  Analecta Orientalia Posthumous Writings and Selected Minor Workds. Brill Archive. s. 42–. GGKEY:3S3JPXD29QD.
15. ↑  Luther Carrington Goodrich (2002). A Short History of the Chinese People. Courier Corporation. s. 120–. ISBN 978-0-486-42488-0.
16. ↑  Edward H. Schafer (1963). The Golden Peaches of Samarkand: A Study of Tʻang Exotics. University of California Press. s. 49–. ISBN 978-0-520-05462-2.
17. ↑  Edward H. Schafer (1963). The Golden Peaches of Samarkand: A Study of Tʻang Exotics. University of California Press. s. 49–. GGKEY:XZ70D3XUH9A.
18. ↑  Denis C. Twitchett (27. september 1979). The Cambridge History of China: Volume 3, Sui and T'ang China, 589-906 AD, Part One. Cambridge University Press. s. 223–. ISBN 978-0-521-21446-9.

## Eksterne links
- Omniglot: Gammelt tyrkisk sprog
- Orkhon Inskriptioner Tekst
- Orkhonindskrifterne i Den Store Danske på Lex.dk af Yusuf Çakın

47°33′38″N 102°50′28″Ø / 47.56056°N 102.84111°Ø